# Steyr Mannlicher
Steyr-Mannlicher je avstrijsko oborožitveno podjetje iz mesta Steyr. Sprva je bilo samostojno, leta 1869 je dobilo ime Österreichische Waffenfabriksgesellschaft (kratica ŒWG, v prevodu Avstrijska orožarska družba), leta 1934 pa je postalo del družbe Steyr-Daimler-Puch. Ponovno se je osamosvojilo leta 1990.
Med drugo svetovno vojno je imelo podjetje tričrkovno kodo bnz, s katero je bilo označeno vse orožje, ki se je takrat tam proizvajalo.

## Proizvodnja

### Novejša

#### Lovske puške
- SM12
- Reset Action
- CL II
- Lead Free
- Scout
- Duett
- Luxus
- Pro Varmint

#### Ostrostrelne puške
- SSG 69
- SSG 08
- Elite
- HS .50

#### Brzostrelke in jurišne puške
- AUG
- MPi 69
- MPi 81
- TMP

#### Pištole
- Steyr GB
- Steyr M

#### Ostalo
- podcevni bombomet GL 40

### Starejša
Celoten seznam vojaškega orožja, ki je bilo od leta 1864 do 1945 serijsko proizvedeno v Steyrju.

#### Enostrelke
- Wänzl M67 (14,2×33 R) za Avstro-Ogrsko
- Werndl M67, M73 in M77 (11×36 R; 11×42 R; 11×58 R)
- Werder M69 (11×50 R) za Kraljevino Bavarsko (Nemško cesarstvo)
- Mauser M71 (11×60 R) za Nemško cesarstvo
- Gras M74 (11×59 R) za Kraljevino Grčijo
- Peabody–Martini M1879 (11,4×60 R) za Kraljevino Romunijo
- M1885 Guedes (8×60 R) za Kraljevino Portugalsko

#### Repetirke
- Früwirth M1872 (11×36 R) za Avstro-Ogrsko
- Kropatschek M1878 (11×59 R) za Francijo
- Kropatschek M1881 (11×58 R; ?) za Avstro-Ogrsko
- Kropatschek M1886 (8×56 R) za Kraljevino Portugalsko
- Mannlicher M1886 (11×58 R)
- Mannlicher M1888 (8×50 R)
- Gewehr 1888 za Nemško cesarstvo (8×57)
- Mannlicher M1890 (karabinka) (8×50 R)
- Romunska manliherica (6,5×53 R) za Kraljevino Romunijo
- Krag–Jørgensen M1894 (6,5×55) za Norveško
- Mannlicher M1895 (8×50 R)
- Nizozemska manliherica (6,5×53 R) za Nizozemsko
- Portugalska manliherica (6,5×53 R) za Kraljevino Portugalsko
- Mauser M1899 (7×57) za Kraljevino Srbijo
- Mauser M1908 (7x57) za Kraljevino Srbijo
- Mannlicher-Schönauer M1903 in M1903/14 (6,5×54) za Kraljevino Grčijo
- Mauser M12 (7×57) za Mehiko, Kolumbijo in Čile
- Mauser M12/34 (7×57) za Kolumbijo
- Mauser G29/40 (7,92x57) za Tretji rajh
- Karabiner 98k (7,92×57) za Tretji rajh
- VG-5/VK-98 (7,92×57) za Volkssturm (Tretji rajh)

#### Pištole
- Schönberger-Laumann M1892 (8×?)
- Mannlicher M1894 (6,5×23 R; 7,6×24 R)
- Mannlicher M1901 in M1905 (7,63×21)
- Roth-Steyr M1907 (8×19) za Avstro-Ogrsko
- Steyr-Pieper M1908 in M1909 (6,35×16; 7,65×17)
- Steyr-Hahn M1912 (9×23) za Čile, Kraljevino Romunijo, Avstro-Ogrsko in Kraljevino Bavarsko
- Radom Vis wz. 35 (9×19) za Tretji rajh

#### Mitraljezi
- Schwarzlose (6,5×53 R; 6,5×55; 7,92×57 R; 8×50 R; 8×56 R)
- MG 30 (8×56 R) za Avstrijo in Kraljevino Madžarsko
- MG 34 (7,92×57) za Tretji rajh
- MG 42 (7,92×57) za Tretji rajh

#### Brzostrelke in avtomatske puške
- MP 34 (9×19; 9×23; 9×25)
- MP 40 (9×19) za Tretji rajh
- Sturmgewehr 44 (7,92×33) za Tretji rajh